# AAVSO (小惑星)
AAVSO (8900 AAVSO) は、小惑星帯の小惑星。アメリカ合衆国のアマチュア天文家デニス・ディ・チッコがマサチューセッツ州のサドバリー (Sudbury) で発見した。
アメリカ変光星観測者協会 (American Association of Variable Star Observers：AAVSO) から命名された。